# منظمة فرسان مالطة – هيئة الإسعاف
منظمة فرسان مالطة – هيئة الإسعاف
منظمة فرسان مالطة – هيئة الإسعاف هي منظمة إغاثة تطوعية ومنظمة إسعافات أولية تعمل في أيرلندا، وهي تابعة لمنظمة فرسان مالطة العسكرية المستقلة، التي تأسست في عام 1938.
| تكوين             | 1938                                                                                |
| ----------------- | ----------------------------------------------------------------------------------- |
| تأسست في          | جالواي                                                                              |
| النوع             | خدمة تطوعية خيرية -غير حكومية                                                       |
| رقم التسجيل       | أيرلندا: CHY4538 أيرلندا الشمالية: قبلته لجنة حقوق الإنسان بموجب المرجع XR40765     |
| المقر             | سانت جون هاوس، 32 طريق كليد، بالسبردج، دبلن 4                                       |
| الموقع            | إيرلندا                                                                             |
| خدمات             | خدمات الإسعاف، والمعونة الطبية، وخدمات التدريب، والرعاية المجتمعية، وخدمات التمريض. |
| الرئيس            | ريتشارد دوك دي ستاكبول كي ام                                                        |
| الاشخاص الرئيسين  | قائد فرقة الإسعاف الوطني جون رايت كي ام                                             |
| الانتماءات        | منظمة فرسان مالطة العسكرية المستقلة                                                 |
| العاملين          | الموظفون الإداريون في المقر                                                         |
| المتطوعين         | 5,000+                                                                              |
| الموقع الالكتروني | www.orderfmaltaireland.org                                                          |

وتشمل أغراضه تعليم الإسعافات الأولية وتوفير غطاء الإسعاف في الأحداث الكبيرة، المعونة الطبية، ونقل المرضى، والخدمات المجتمعية وخدمات التمريض. يوجد لدى منظمة فرسان مالطة العسكرية المستقلة أكثر من 5000 متطوع في جميع أنحاء جزيرة أيرلندا. يقع مقرها في سانت جون هاوس، 32 طريق كليد، بالسبردج، دبلن 4، أيرلندا.

## كبار الاعضاء
المدير الوطني لفيلق سيارات الإسعاف من مالطا هو كومدر. جون رايت، كي ام. بالاشتراك مع جميع أعضاء فيلق الإسعاف، فإن رايت متطوع. ويساعده نائبا مدير، ديفيد بيرشال كي ام وبراين كوتي كي ام، الرئيس الطبي د. ليزا كننغهام، وهيئة عمل مسؤولة عن مجالات مختلفة من عمل فرق الإسعاف.
رئيس الرابطة الأيرلندية للنظام العسكري السيادي في مالطا هو ريتشارد دوك دي ستاكبول، كي ام، الذي خلف السير ادريان فيتز جيرالد. بي تي، فارس كيري، كي ام.

## التاريخ
تحرير الوحدة الأولى من هيئة أمبولانس مالطة تأسست في عام 1938، عندما طلب كونور أو 'مبلي، طبيب جالواي، من ماركيز ماكسويني، مستشار الرابطة الأيرلندية آنذاك، تجنيد أعضاء لتشكيل هيئة سيارات الإسعاف، التي كانت تهدف في البداية إلى كونوت فقط. تم تعيين ثلاثة عشر رجلاً من قبل الأستاذ أو/ميرلي: ستة طلاب من كلية سانت جوزيفس «البيش»، المدرسة الثانوية؛ أربعة أعضاء من س. ي. م. جالواي؛ اثنان من أساتذة الكشافة؛ وعضو واحد من «لاي». وكان هؤلاء الأعضاء الثلاثة عشر الأعضاء المؤسسين لفرق الإسعاف في جالواي. تم تسجيل المجندين الجدد في سلسلة من محاضرات الإسعافات الأولية، التي ألقاها البروفيسور أو'لي في قسم الأشعة السينية بمستشفى سنترال. وقد علمت العصابة أخت المسرح ماري شوغني. وقد أجريت امتحانات في مجال الإسعافات الأولية في كانون الثاني/يناير 1938، وكانت كلها ناجحة. في فبراير 1938 طلب تقديم خدمات الإسعافات الأولية لمباراة الدوري الوطني في كاسلبار. وقد خصصت المهام بترتيب أبجدي، أي «بورك» و «كوغان»، وهي المهام التي كانت في الخدمة أولا. وكان أول موظف مسؤول عن وحدة جالواي هو سجت. تيموثي مورفي. وقد أنشئت وحدة ثانية في عام 1939 في كيلكيني ومنذ ذلك الحين، نمت قوة هيئة الامبولانس لتوفير تغطية الإسعافات الأولية للعديد من الأحداث الرياضية والثقافية والحفلات الموسيقية.

## هيئة الإسعاف الحديثة
تحرير هيئة الإسعاف هي منظمة وطنية تضم 5,346 عضواً في 86 وحدة عبر جزيرة أيرلندا. ولأغراض الإدارة، ينقسم البلد إلى مناطق يديرها مديرون إقليميون. وتتألف كل منطقة من عدد من الوحدات التي تقدم الخدمات على المستوى المحلي. وتتولى المنظمة تشغيل أكثر من 170 سيارة إسعاف، وحوادث متنقلة وأجنحة للطوارئ، وسيارات دعم، ودراجات استجابة طبية، وسيارات استجابة سريعة، ومراكز قيادة ومراقبة متنقلة. وتستخدم هيئة الإسعاف نظام راديو هيئة تنظيم الاتصالات في أيرلندا بما يتماشى مع خدمات الطوارئ القانونية في أيرلندا.

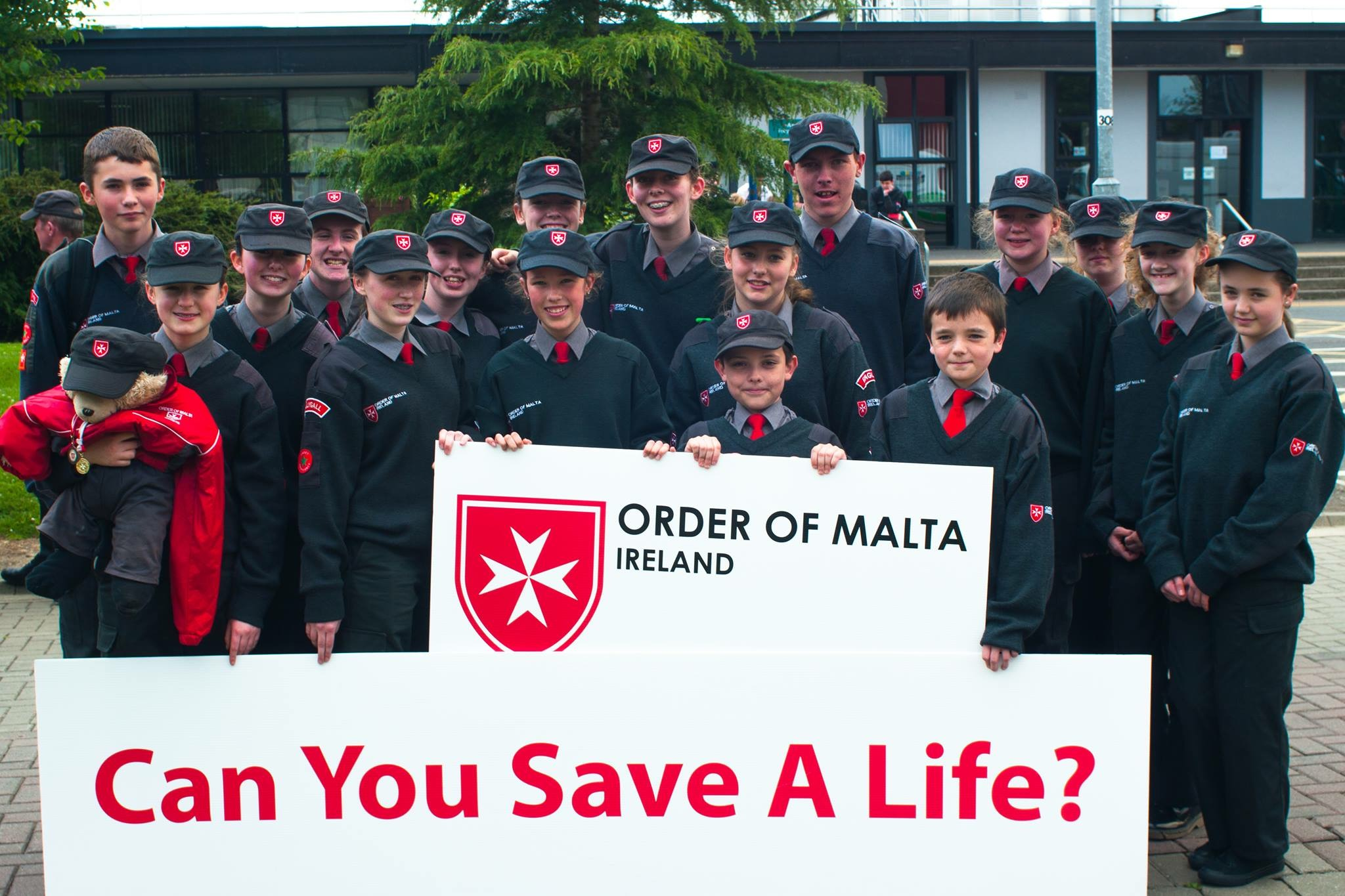
طلاب

يقع مقر المنظمات في شارع سانت جون كلايد، بولزبريدج، دبلن 4. ويوجد داخل المبنى قاعات محاضرات حديثة للتدريب ومركز للقيادة والتحكم لتنسيق المركبات والموظفين في حالة وقوع حوادث رئيسية.

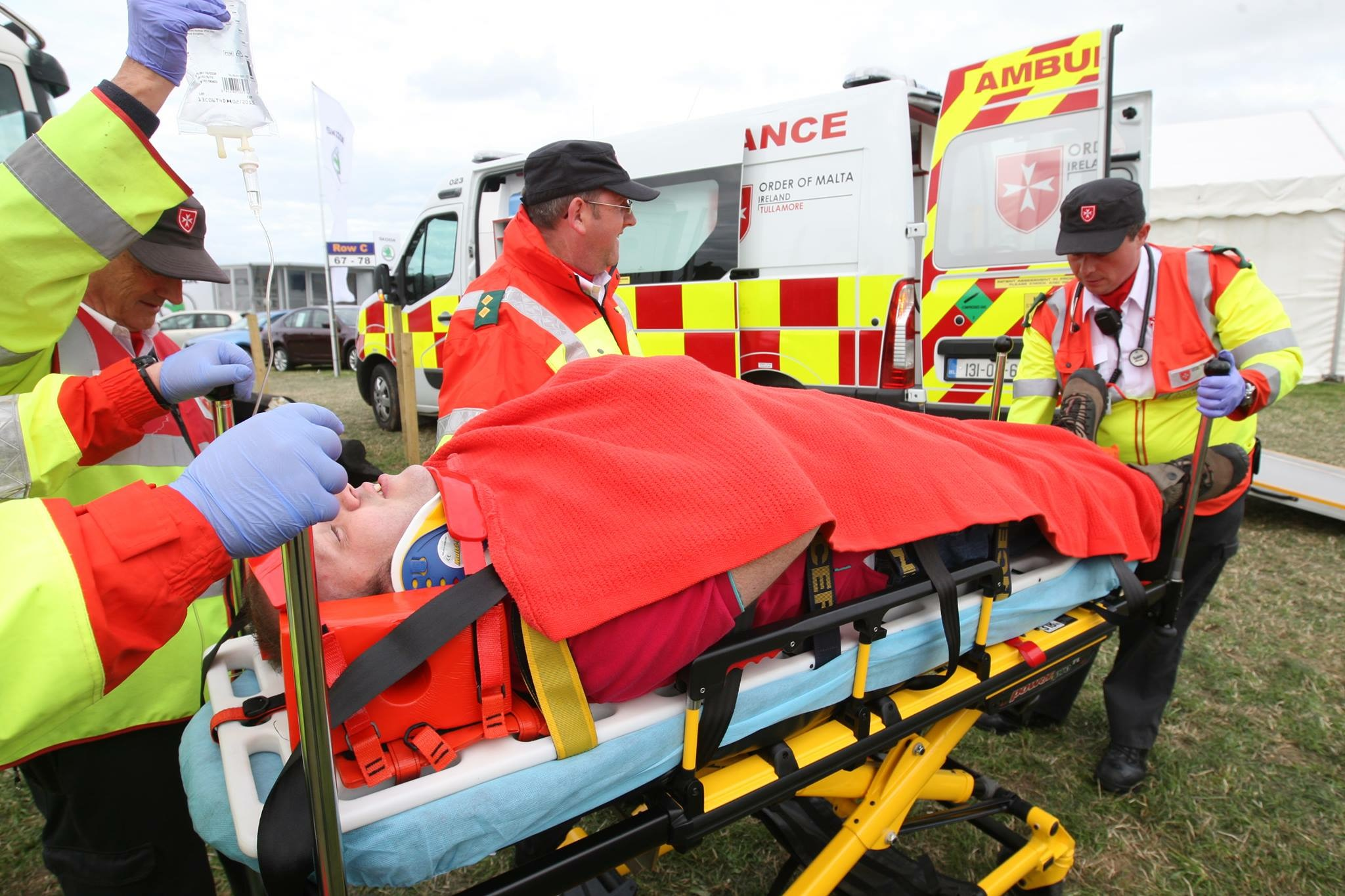
متطوعوا فرق الاسعاف

ومن خلال قسم الشباب، يستوعب طلاب مالطا الأطفال الذين تتراوح أعمارهم بين 10 و16 عاماً. يتم تدريب الطلاب على مهارات توفير الحياة الأساسية: الإسعافات الأولية والإنعاش القلبي الرئوي والمساعدة في أنشطة الحياة اليومية. وتوفر المنظمة برنامجا كاملا لتنمية الشباب والانشطة الرياضية للشباب وتشجعهم على مواصلة تنمية مهاراتهم في المواطنة. بالإضافة إلى ذلك، يشارك الطلاب في المجتمع لمساعدة المسنين والمعاقين محليا ودوليا.

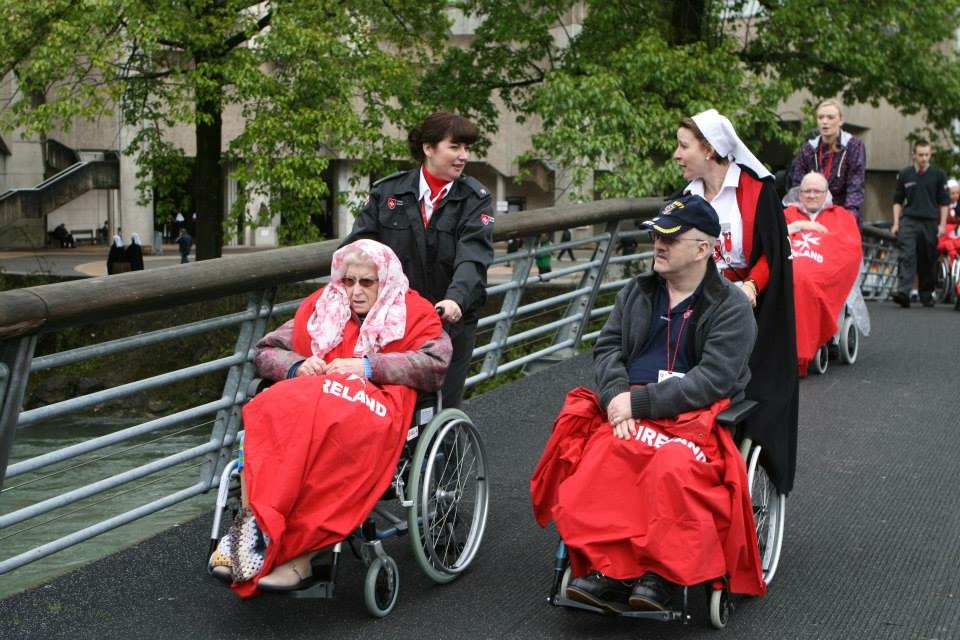
الحج لورديس

وتقوم هيئة الإسعاف بتنسيق مجموعة من خدمات الرعاية المجتمعية، بما في ذلك مراكز الرعاية النهارية، ومراكز الرعاية المجتمعية، ومراكز المسنين. كما توفر أيضًا الراحة الأساسية للشباب المعاقين في مرافقها المخصصة لهم في قرية لقضاء عطله. وتساعد هيئة الإسعاف الحجاج في نوك وكرو باتريك ولوردز سنويا. منظمة فرسان مالطة أيرلندا مسجلة كمؤسسة خيرية في جمهورية أيرلندا بوصفها مؤسسة خيرية في مالطة، CHY4538. تقبل لجنة حقوق الإنسان في أيرلندا الشمالية الجمعيات الخيرية في مالطة بموجب المرجع XR40765.

## الرتب
- رتب كادي (الأعمار من 10 إلى 16).
- كادي (ريد إبيوليت مع الصليب المالطي و«كادي» مكتوب أدناه).
- كادي العريف (خطان على جلبة قنطرة التوصيل وإيبيوليت).
- رقيب كادي (ثلاثة خطوط على جلبة قنطرة التوصيل وإيبيوليت). المراتب للبالغين (16 سنة وما فوق).
- متطوعة. ضباط الصف.
- العريف (سردان لأسفل).
- الرقيب (ثلاثة علامات على الرتبة لأسفل).
- مساعد (ثلاثة إلى أسفل على شكل حرف V وعربة مالتسر الذهب).
- ضباط الصف.
- الفريق الثاني.
- الملازم الأول.
- كابتن.
- القائد.
- مساعد قائد.
- المدير.
- المدير
- الوطني المساعد.
- نائب المدير الوطني.
- المدير الوطني.

المتطوع يرتدي [إبووليتّ] مع صليب مالطية بينما العضو يمسك رتبة ويرتدي [إيفولت] مع الصليب المالطية و [رنتل] علامات على الكتفين من الزي. وتستخدم الاولات الملونة المختلفة للإشارة إلى مختلف المؤهلات الطبية وإذا كان أحد أعضاء الكنيسة الكاثوليكية.
- رمادي للأعضاء المدربين كمسعفين أول للقلب، ومسعفي الإسعافات الأولية، ومسعفي الطوارئ الأوائل، وفنيي الطوارئ الطبيين
- أخضر للمسعفين والمعدلين الطبيين.
- أزرق للممرضة.
- أحمر للأطباء الطبيب.
- يشير اللون الرمادي المميز برأس أحمر والجزء السفلي إلى أن عمر العضو أقل من 18 عامًا (تم تقديمه في أواخر عام 2011).
- أسود لعضو رجال الدين. كما يمنح رجال الدين رتبة النقيب كما تظهر على الابادات من الزي

## الزي
الزي الأكثر شيوعا ارتداء هو الزي (2008) الذي يتكون من:
- سترة رمادية داكنة.
- كنزة رمادية داكنة.
- قميص رسمي.
- جراد البحر الأحمر.
- الغطاء.
- قبعة بياني.
- حزام أسود مع شعار على الإبزيم.
- إبيوليتس.
- بنطلون عادي أو مكافح، بحسب موقع العمل.
- سترة مضادة للماء من نوع HI-Vis، وفقًا لموقع العمل.
- أعلى مستوى من الإضاءة، حسب موقع العمل.
- سترة مطر باللون الرمادي وسراويل مطر، وفقًا لموقع العمل والبيئة.
- أحذية السلامة السوداء.
- خوذة السلامة وفقًا لموقع الخدمة والحادث الذي يقع.

ويجوز للأعضاء أيضا ارتداء زي رسمي في المناسبات الرسمية. إنه يتكون من نسق عسكرى التون والسراويل الرمادية وقميصا أبيض وربطة سوداء وأحذية سوداء. يتم ارتداء غطاء الذروة، ويعتمد النوع على ما إذا كان يتم ارتداؤه بواسطة ضابط أو عضو آخر. وفي بعض الحالات، قد يرتدي الضباط الذكور حزام سام براون من الجلد البني مع قفازات جلدية بنية.

## منظمة وطنية
تهدف هيئة الإسعاف التابعة لمنظمة مالطة إلى أن يكون لها وحدة واحدة على الأقل في كل مقاطعة في أيرلندا. تنقسم جزيرة أيرلندا إلى تسع مناطق، ويدير كل منطقة مدير إقليمي.

## المناطق والوحدات
تنقسم جزيرة أيرلندا إلى تسع مناطق، وكل منها مدير إقليمي معين يقدم تقاريره مباشرة إلى نائب المدير الوطني. المناطق هي:
المنطقة الشمالية:
أنتريم، أرما، داون، فيرمانغ، تيرون وديري.
منطقة شمال غرب:
مايو، سليجو وليتنريم. (لا توجد حاليًا وحدات في دونيجال).
المنطقة الغربية:
غالواي وروزكوكون.
منطقة الجنوب الغربي:
كلير، ليمريك، كورك وكيري.
منطقة جنوب شرق:
كارلو وكيلكيني ووترفورد وكسفورد.
المنطقة الشرقية:
دبلن ويكلو.
منطقة ميدلاندز:
تيبيباري، ويستماث، وأوفالي، ولونجفورد، ولاويس، وكيلادار.
منطقة الشمال الشرقي:
لاوث وماث (لا توجد حاليا وحدات في كافان وموناغان).